# Khởi nghĩa Dương Thanh
Dương Thanh (771 - 820/828?) là người Giao Châu, vốn là dòng dõi hào trưởng lâu đời, được cử làm Thứ sử Hoan Châu. Cuộc khởi nghĩa do ông lãnh đạo chống lại ách đô hộ của nhà Đường và đã giành độc lập trong khoảng gần một năm.

## Nổi dậy
Dương Thanh vốn là một hào trưởng có thế lực, dòng dõi có người đã từng làm thứ sử Hoan Châu. Viên đô hộ An Nam là Lý Tượng Cổ (tông thất nhà Đường) không thích ông, điều về phủ thành Tống Bình (Hà Nội) làm nha tướng để kiềm chế.
Năm 819, nhân được giao 3000 quân đi đánh người Tày, Nùng, Tráng ở Hoàng Động (Tây Bắc ngày nay), Dương Thanh cùng con là Dương Chí Liệt và thủ hạ thân tín là Đỗ Sĩ Giao đồng mưu kêu gọi binh sĩ không nên đi đánh người Hoàng Động mà phản lại Lý Tượng Cổ. Được các binh sĩ ủng hộ, ông mang quân về đánh chiếm phủ thành Tống Bình, giết chết quan đô hộ Lý Tượng Cổ cùng hàng nghìn thuộc hạ, chiếm Giao Châu. An Nam đô hộ phủ của nhà Đường bị rúng động.

## Thất bại
Đường Hiến Tông phải vờ tha tội cho Dương Thanh, phong Dương Thanh làm thứ sử Quỳnh Châu (đảo Hải Nam) để điều ông ra khỏi Tống Bình. Nhưng Dương Thanh không mắc mưu đó, quyết giữ thành Tống Bình.
Đường Hiến Tông nổi giận, điều quân do Quế Trọng Vũ chỉ huy sang đàn áp, dùng kế li gián để cô lập Dương Thanh. Quế Trọng Vũ tìm cách mua chuộc một số tướng sĩ dưới quyền để cô lập ông. Cuối cùng, Quế Trọng Vũ đánh chiếm lại phủ thành Tống Bình đầu năm 820. Dương Thanh cùng con là Dương Chí Trinh bị Quế Trọng Vũ bắt giết.
Một bộ phận nghĩa quân do Dương Chí Liệt và Đỗ Sĩ Giao rút về Tạc Khẩu (thuộc Yên Mô, Ninh Bình ngày nay) tiếp tục chống cự với quân Đường của Quế Trọng Vũ đến tháng 7 năm 820 (thời Đường Mục Tông của nhà Đường) thì bị đánh dẹp hẳn.
Tuy nhiên, theo Đại Việt sử ký toàn thư thì Dương Thanh không bị Quế Trọng Vũ giết chết mà vượt ngục, còn sống đến năm 828. Vua Đường Mục Tông sai Quế Trọng Vũ đánh Dương Thanh mà không thắng. Đường Mục Tông gọi Quế Trọng Vũ quay về, phái Bùi Hành Lập sang làm An Nam đô hộ thay thế cùng năm 820. Bùi Hành Lập dẫn quân Đường đánh Dương Thanh nhưng vẫn không thắng. Đường Mục Tông không hài lòng, gọi Bùi Hành Lập quay về, phái Vương Thừa Điển sang làm An Nam đô hộ thay thế năm 822. Vương Thừa Điển tiếp tục dân quân Đường đánh Dương Thanh nhưng lại không thắng. Đường Mục Tông nổi giận, gọi Vương Thừa Điển quay về, phái Lý Nguyên Hỷ sang làm An Nam đô hộ thay thế cùng năm 822.
Năm 824, Lý Nguyên Hỷ dời phủ trị vào huyện Long Đỗ, Tô Lịch, đắp một cái thành nhỏ, gọi là La Thành, nhưng không thành công.
Dương Thanh lại vào trong người Man Lạo làm loạn, cướp phá phủ thành những năm 822 - 826 (thời Đường Mục Tông và Đường Kính Tông), An Nam đô hộ Lý Nguyên Hỷ đánh không được, dụ không đến. Do đấy người Man Hoàng Động dẫn Hoàn Vương vào cướp. Thấy An Nam đô hộ Lý Nguyên Hỷ cai trị An Nam đô hộ phủ khá lâu mà vẫn chưa dẹp được nghĩa quân của bản địa do Dương Thanh cầm đầu, Đường Văn Tông gọi Lý Nguyên Hỷ quay về, phái Hàn Ước sang làm An Nam đô hộ thay thế vào năm 827.
Năm Mậu Thân 828, (năm Thái Hòa năm thứ 2 đời Đường Văn Tông), An Nam đô hộ Hàn Ước dẫn quân Đường đánh nghĩa quân Vương Thăng Triều ở Phong Châu, thắng được, sau bị Dương Thanh đuổi, chạy về Quảng Châu cùng năm 828. Dương Thanh qua đời trong năm 828. Đường Văn Tông nghe tin thì phái Trịnh Xước sang làm An Nam đô hộ thay thế Hàn Ước. Trịnh Xước dẫn quân Đường đàn áp thành công nghĩa quân của Dương Thanh vào năm 831.